# Gentiana wootchuliana
Gentiana wootchuliana är en gentianaväxtart som beskrevs av W.K. Paik. Gentiana wootchuliana ingår i släktet gentianor, och familjen gentianaväxter. Inga underarter finns listade i Catalogue of Life.